# 布達尼夫
49°9′53″N 25°42′12″E / 49.16472°N 25.70333°E
布達尼夫（羅馬化：Budaniv），又按俄語名译布达诺夫，是烏克蘭西部捷爾諾波爾州喬爾特基夫區比洛博日尼察市鎮的村莊，處於塞雷特河畔，始建於1549年，面積4.7平方公里，海拔高度243米，2001年人口1,634。